# Договор Эблы с Абарсалом
«Договор между Эблой и Абарсалом» — дипломатический договор, заключенный около 2350 г. до н. э. между городами-государствами раннего бронзового века Эблой и Абарсалом. Возможно, это самый ранний зафиксированный дипломатический договор в истории человечества. Географическое положение Эблы известно с 1960-х, но точно определить местоположении Абарсала историки до сих пор не смогли. 

## Датировка и хронология
Табличка с договором была найдена в переживших пожар королевского дворца архивах Эблы. Несмотря на трудности при реставрации клинописных табличек, удалось датировать этот договор примерно 2350 годом до нашей эры благодаря просопографическим исследованиям его написания.
Этот договор, вероятно, был написан во времена царя Иркаба-Даму и его визиря Ибриума.

## Цель договора
Договор регулирует отношения между государствами Эбла и Абарсал, расположенными вдоль реки в Верхней Месопотамии. В нём упоминают перевозку товаров, включая оливковое масло и вино, на речных судах, а по суше — караванами ослов.
В тексте рассматривают:
- Разделение сфер влияния между Эблой и Абарсалом. Показательно, что разграничены сферы влияния Эблы, а не Абарсала, что может указывать на доминирующую роль Эблы.
- Вопросы налогов, платежей и дани.
- Информацию о должностных лицах, административных должностях, и их функциях. Например, обсуждают функции префекта дворца.
- Вопросы животноводства.
- Вопросы торговли, которым уделяют особое внимание. Обсуждают то, что город для торговли между странами должен находится близко к границе и выбирают Луатим, который, видимо, находится на территории Эблы. Это подкрепляет идею, что Эбла больше выигрывала от договора. Также обсуждали отвечающего за надзор за коммерческой деятельностью в Луатиме чиновника, которого называли ТИР.
- Правила потребления воды и масла, а также вопросы выставления коммерческих счетов.

Также были упомянуты вопросы, связанные с освобождением рабов и использованием воды.

## Предлагаемое местоположение
Абарсал, по-видимому, был важным городом, расположенным вблизи судоходной реки. По одной из версий, он мог находиться на левом берегу Евфрата. Это могло быть местоположением Телль Ахмара, позже известного как Тиль-Барсип, с его важной переправой через Евфрат.
Ученые также указывают на названия двух деревень, Зуриги и Абала, которые упомянуты в древнем клинописном тексте в связи с «управляющим города Абарсал». Эти два географических названия, похоже, соответствуют современным деревням Зарка и Билли в этом районе;  деревни расположены в 7 км к северо-востоку от Телль Ахмара.
Ассириолог и палеограф Джованни Петтинато предполагает, что Абарсал затем станет городом Ашшур, столицей Ассирии. Однако в тексте самого договора упоминается, что это государство, граничащее с Эблой. Возможно, это Телль Чуэра, Телль Ахмар или Барзало.